# Robert Rosenblum
Robert H. Rosenblum (* 24. Juli 1927 in New York City; † 6. Dezember 2006 in Manhattan, New York City) war ein US-amerikanischer Kunsthistoriker und Hochschullehrer. Seine wissenschaftlichen Interessen erstreckten sich über das 18. und 19. Jahrhundert und reichten bis zu modernen Künstlern wie Jeff Koons und John Currin. Rosenblum, ein produktiver Essayist, veröffentlichte 18 Bücher, darunter Transformations in Late Eighteenth-Century Art (1967) und Nineteenth-Century Art (1984). Er veröffentlichte auch speziellere Studien zu einzelnen Künstlern, darunter Andy Warhol, Frank Stella und Jeff Koons. Für das 1988 erschienene Buch The Dog in Art: From Rococo to Post Modernism betrachtete er Gemälde wie einen rasierten Pudel des Malers Jean-Jacques Bachelier aus dem 18. Jahrhundert und eine Statue eines defäkierenden Hundes des italienischen Bildhauers Adriano Cecioni aus dem 19. Jahrhundert sowie modernere Darstellungen von Édouard Manet und Alberto Giacometti. 

## Leben

### Studium, Hochschullehrer und Kurator

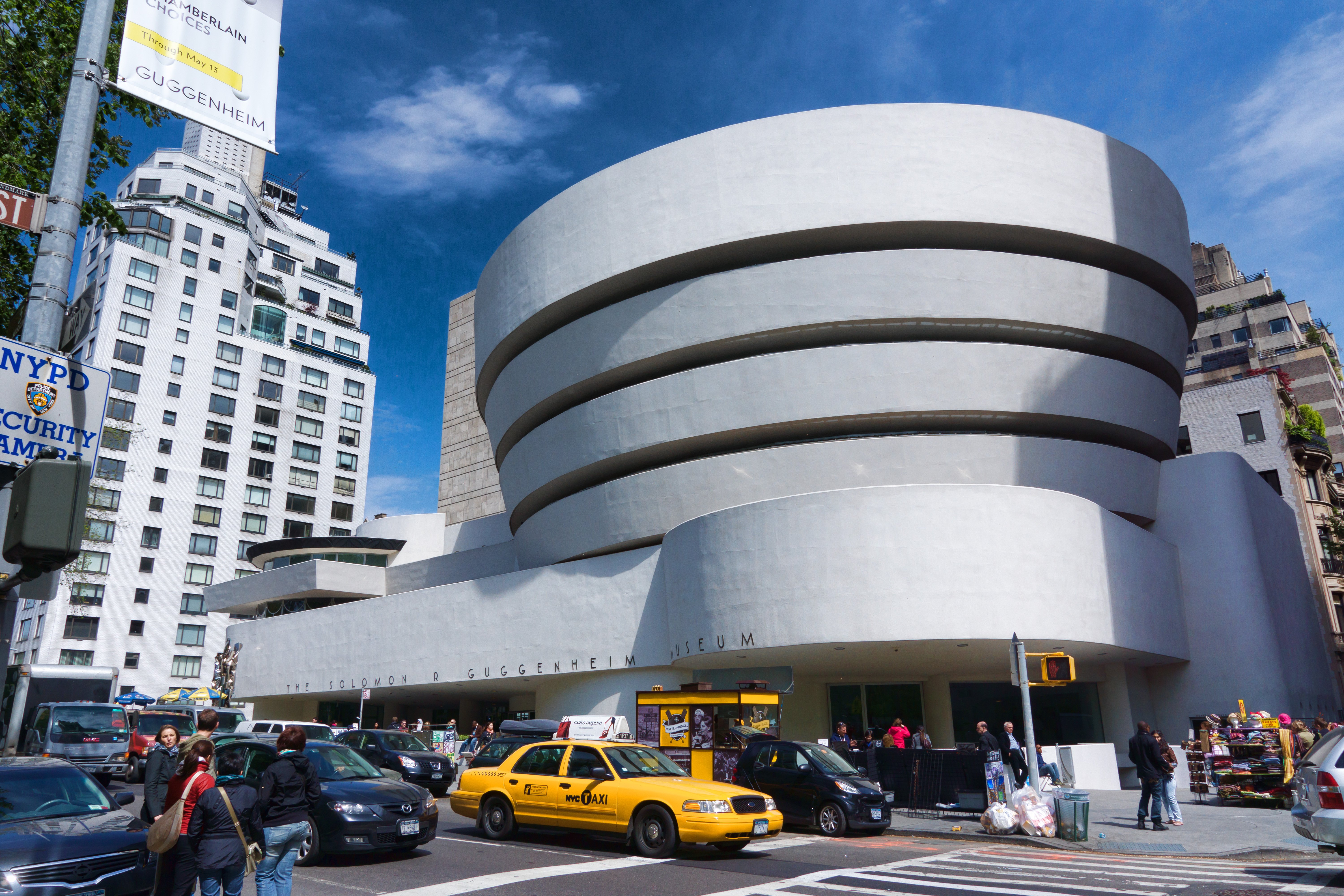
Robert Rosenblum war zwischen 1996 und 2006 Kurator für Kunst des 20. Jahrhunderts am Solomon R. Guggenheim Museum.

Robert Rosenblum, Sohn des Zahnarztes Abraham H. Rosenblum und Lily M. Lipkin, leistete zwischen 1945 und 1946 Militärdienst in der US Army und begann im Anschluss ein grundständiges Studium am Queens College der City University of New York (CUNY), das er 1948 mit einem Bachelor of Arts (B.A.) beendete. Ein darauf folgendes Studium der Kunstgeschichte an der Yale University schloss er 1950 mit einem Master of Arts (M.A. History) ab. Er war zwischen 1955 und 1956 Dozent für schöne Künste an der University of Michigan und erwarb 1956 einen Doctor of Philosophy (Ph.D.) am Institute of Fine Arts der New York University (NYU). 
Anschließend übernahm Rosenblum 1956 eine Professur an der Princeton University und lehrte dort bis 1966. Im Anschluss lehrte er von 1966 bis 1966 als Professor für schöne Künste an der New York University und war in dieser Zeit mit der Vorlesung Aspects of the Northern Romantic Tradition in Modern Painting 1971 auch Slade Professor of Fine Art an der University of Oxford. Zuletzt war er zwischen 1976 und seinem Tode 2006 als Professor für moderne europäische Kunst an der New York University tätig. 1984 wurde er als Fellow in die American Academy of Arts and Sciences gewählt. Zugleich war er von 1996 bis zu seinem Tode 2006 auch Kurator für Kunst des 20. Jahrhunderts am Solomon R. Guggenheim Museum in New York City. Dort war er an der Organisation von Ausstellungen wie Pictures for the American People von Norman Rockwell, The Swimmer in the Econo-Mist von James Rosenquist, The War Years, 1937–45 von Pablo Picasso beteiligt. Für die Ausstellung 1900: Art at the Crossroads trug er neben Werken von Malern wie Paul Cézanne, Paul Gauguin, Edvard Munch und Pablo Picasso auch Gemälde von vergessenen Malern wie William Adolphe Bouguereau zusammen. 2003 wurde ihm das Ritterkreuz der französischen Ehrenlegion verliehen.
Rosenblum war vom 23. Juni 1977 bis zu seinem Tode am 6. Dezember 2006 mit Jane Kaplowitz verheiratet. Aus dieser Ehe stammten seine Tochter Sophie Lila Rosenblum sowie sein Sohn Theodore Abraham Rosenblum. Er starb an den Folgen einer Darmkrebserkrankung.

### Kunsthistorische Forschungen und Aussagen

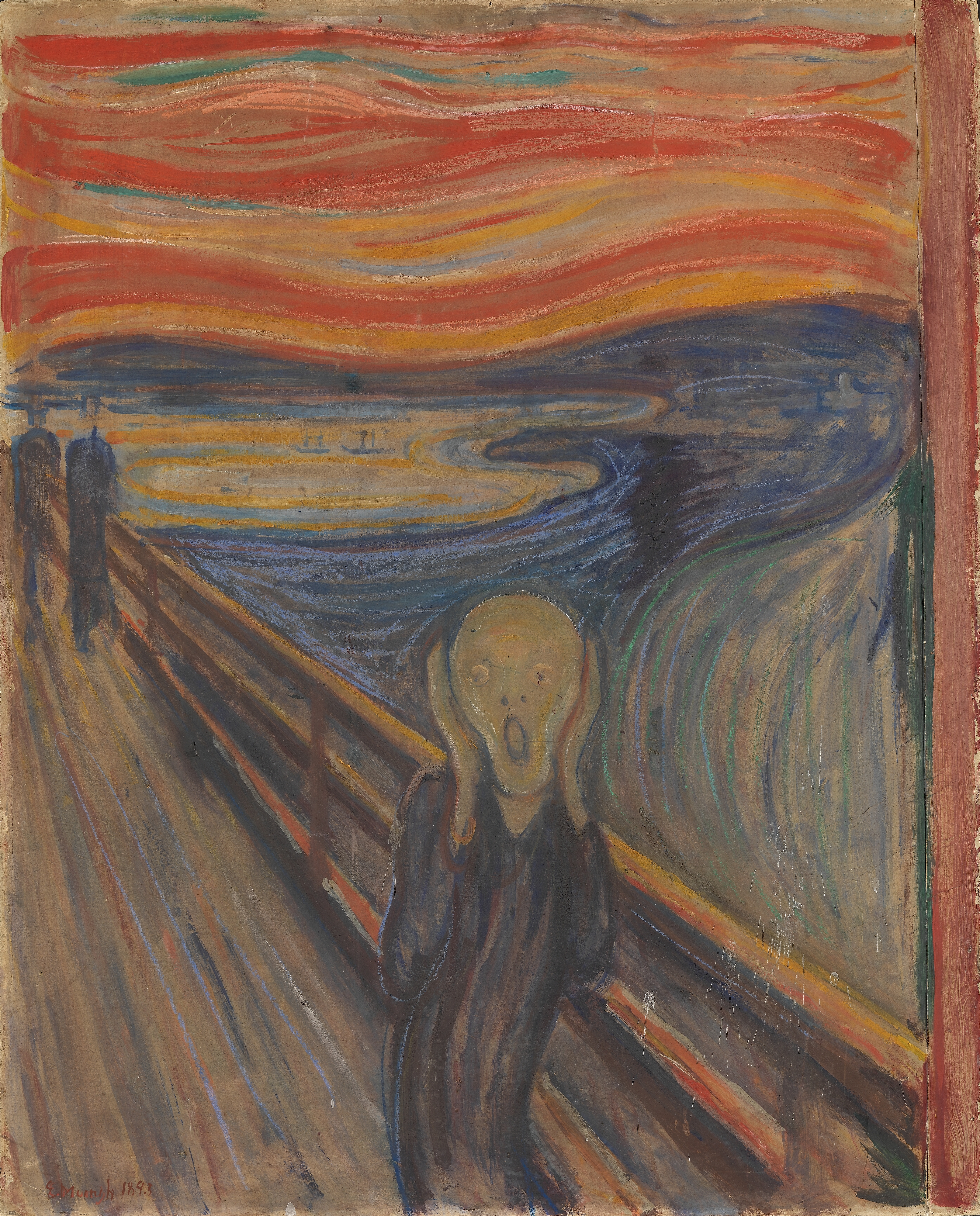
Beim Gemälde Der Schrei von Edvard Munch stellte er den Bezug zu einer präinkaischen Mumie her.

1978 stellte er erstmals eine Verbindung zwischen der zentralen Figur des Bildes Der Schrei von Edvard Munch aus dem Jahr 1893 und einer heute im Musée de l’Homme ausgestellten präinkaischen Mumie her. Selbige soll auch Paul Gauguin zu verschiedenen Figuren in über zwanzig Kunstwerken inspiriert haben. Die in Fötalposition kauernden Leichen wirken aufgrund der erschlafften Kiefermuskulatur, als würden sie „schreien“. 
Er urteilte über Georges Seurat, neben Paul Signac wichtigster Vertreter des Pointillismus, dass er sogar mit Paul Cézanne konkurrieren könne („can rival even Cézanne“), und billigte ihm großen Weitblick zu („look far into the past and into the future“), das Gemälde Grande Jatte bezeichnet er als eine Art Eiffelturm der Malerei („a kind of Eiffel Tower of painting“).
Für die vom WDR produzierte Fernsehserie 1000 Meisterwerke verfasste er den Text zum Beitrag über das 1911 entstandene Gemälde Ich und das Dorf von Marc Chagall.
In seinem 1988 erschienenen Buch The Dog in Art: From Rococo to Post Modernism beschrieb er unter anderem Tama, ein japanischer Hund, um 1875 entstandenen Gemäldes von Édouard Manet.
Zu dem 1932 entstandenen Gemälde Le Rêve von Pablo Picasso stellte er fest, dass Picasso in seinen Gemälden zahlreiche sexuelle Witze versteckte. Auch die Hände im Schoß verwiesen auf einen sexuellen Traum.

## Veröffentlichungen
Neben seiner Tätigkeit als Hochschullehrer und Kurator verfasste er zahlreiche Fachbücher über Kunst und Kunstgeschichte. Zu seinen Veröffentlichungen gehören:

### Bücher
- Cubism and Twentieth-Century Art, 1960
- Jean-Auguste-Dominique Ingres, 1967
- Transformations in Late Eighteenth-Century Art, 1967
- Modern Painting and the Northern Romantic Tradition: Friedrich to Rothko, 1975
- The International Style of 1800: A Study in Linear Abstraction, 1976
- Nineteenth-Century Art, 1984
- The Dog in Art: From Rococo to Post Modernism, 1988
- The romantic child, From Runge to Sendak, 1988
- Paintings in the Musée d’Orsay, 1989
- Andy Warhol Retrospektive, Mitautoren Kynaston McShine, Benjamin H. D. Buchloh, Marco Livingstone. Prestel 1989, ISBN 3-7913-0918-8.
- Gilbert & George – The singing Sculpture, Mitautor Carter Ratcliff, London 1993, ISBN 0-500-23655-0
- On Modern American Art: Selected Essays, 1999
- Nineteenth Century Art, Mitautor Horst Woldemar Janson, 2. überarbeitete Auflage, Prentice Hall, 2005, ISBN 0-13189-614-8

in deutscher Sprache
- Der Hund in der Kunst. Passagen Verlag, Wien 1989, ISBN 3-900767-41-6.

### Aufsätze und Artikel
- Artikel zu Dibutade: The Origin of Painting: A Problem in the Iconography of Romantic Classicism, in: he Art Bulletin. Band 39, Nr. 4, Dezember 1957, S. 279–290, JSTOR:3047729.
- Artikel zur Neue Wilde: Gedanken zu den Quellen des Zeitgeistes, in: Zeitgeist. Internationale Kunstausstellung Berlin 1982, Martin-Gropius-Bau, Berlin 1981, S. 11.
- Artikel zu Willem de Kooning: On „de Kooning's Late Style“, Art Journal, Bd. 48, Nr. 3 (1989), S. 248–249
- Artikel zur Roy Lichtenstein, in: Ingried Brugger, Florian Steininger: Roy Lichtenstein. Ausstellungskatalog mit Beiträgen von Markus Brüderlin und Florian Steininger. Edition Minerva, Wolfratshausen 2003, ISBN 3-932353-82-X, anlässlich der Ausstellung Roy Lichtenstein im Kunstforum Wien.
- Artikel zu Pablo Picasso: The sculptures of Pablo Picasso. Zusammen mit Diana Widmaier Picasso anlässlich einer Ausstellung in der Gagosian Gallery, New York 2003, ISBN 1-88015-496-X.